# Christopher Hitchens
Christopher Eric Hitchens (13. dubna 1949 Portsmouth, Spojené království – 15. prosince 2011 Houston, Texas) byl anglicko-americký spisovatel a novinář, jehož kariéra trvala více než čtyři desetiletí. Byl sloupkařem a literárním kritikem pro The Atlantic, Vanity Fair, Slate, World Affairs, The Nation a Free Inquiry. Byl častým hostem talk show a přednáškových sálů a v roce 2005 byl zvolen za pátého nejvlivnějšího intelektuála v hlasování magazínů Prospect/Foreign Policy.

## Život a dílo
Byl známý pro svůj obdiv George Orwella, Thomase Paina a Thomase Jeffersona a pro kritiku matky Terezy, Billa Clintona, Hillary Clintonové a Henryho Kissingera. Pro svůj konfrontační styl se stal vychvalovanou i kontroverzní osobností. Jako politický pozorovatel, polemik a politický radikalista vydal v USA a Spojeném království několik levicově orientovaných publikací. Od zavedené politické levice se začal vymezovat v roce 1989 po (dle jeho slov) „vlažné reakci“ evropské levice na udělení fatvy na Salmana Rushdieho Rúholláhem Chomejním. Teroristické útoky 11. září 2001 posílily jeho kritiku „fašismu s islámskou tváří“. Kvůli jeho podpoře války v Iráku ho někteří lidé začali označovat za neokonzervatistu, ale on tvrdil, že není „konzervativní v jakémkoli smyslu“.
Spolu s Richardem Dawkinsem, Samem Harrisem a Danielem Dennettem byl přední postavou nového ateismu a sám sebe popisoval jako antiteistu, který věří ve filosofické hodnoty osvícenství. Říkal, že člověk „může být ateistou a zároveň věřit, že víra v boha je správná“, ale že „antiteista je někdo, kdo si myslí, že pro takový předpoklad nejsou žádné důkazy.“ Také tvrdil, že myšlenka boha nebo nejvyšší bytosti je totalitní víra, která ničí individuální svobodu. O ateismu a povaze náboženství napsal v roce 2007 knihu Bůh není veliký.
13. dubna 2007, v den svých 58. narozenin, se stal občanem USA, ale své britské občanství si ponechal. Jeho poslední kniha Hitch-22: A Memoir byla publikována v červnu 2010. Ještě ten stejný měsíc se začal léčit z nově diagnostikované rakoviny jícnu, jejímž následkům nakonec 15. prosince 2011 podlehl.

## Výběr z bibliografie
- 1995 The Missionary Position: Mother Teresa in Theory and Practice
- 2001 The Trial of Henry Kissinger
- 2001 Letters to a Young Contrarian
- 2004 Love, Poverty, and War: Journeys and Essays
- 2005 Thomas Jefferson: Author of America
- 2006 Thomas Paine a jeho Práva člověka (Thomas Paine's "Rights of Man": A Biography), česky vyšlo v roce 2007
- 2007 Bůh není veliký (God Is Not Great: How Religion Poisons Everything), česky vyšlo v roce 2009
- 2008 Christopher Hitchens and His Critics: Terror, Iraq and the Left (se Simonem Cotteem a Thomasem Cushmanem)
- 2008 Is Christianity Good for the World? (s Douglasem Wilsonem)
- 2010 Hitch-22: A Memoir